# Hoover Institution

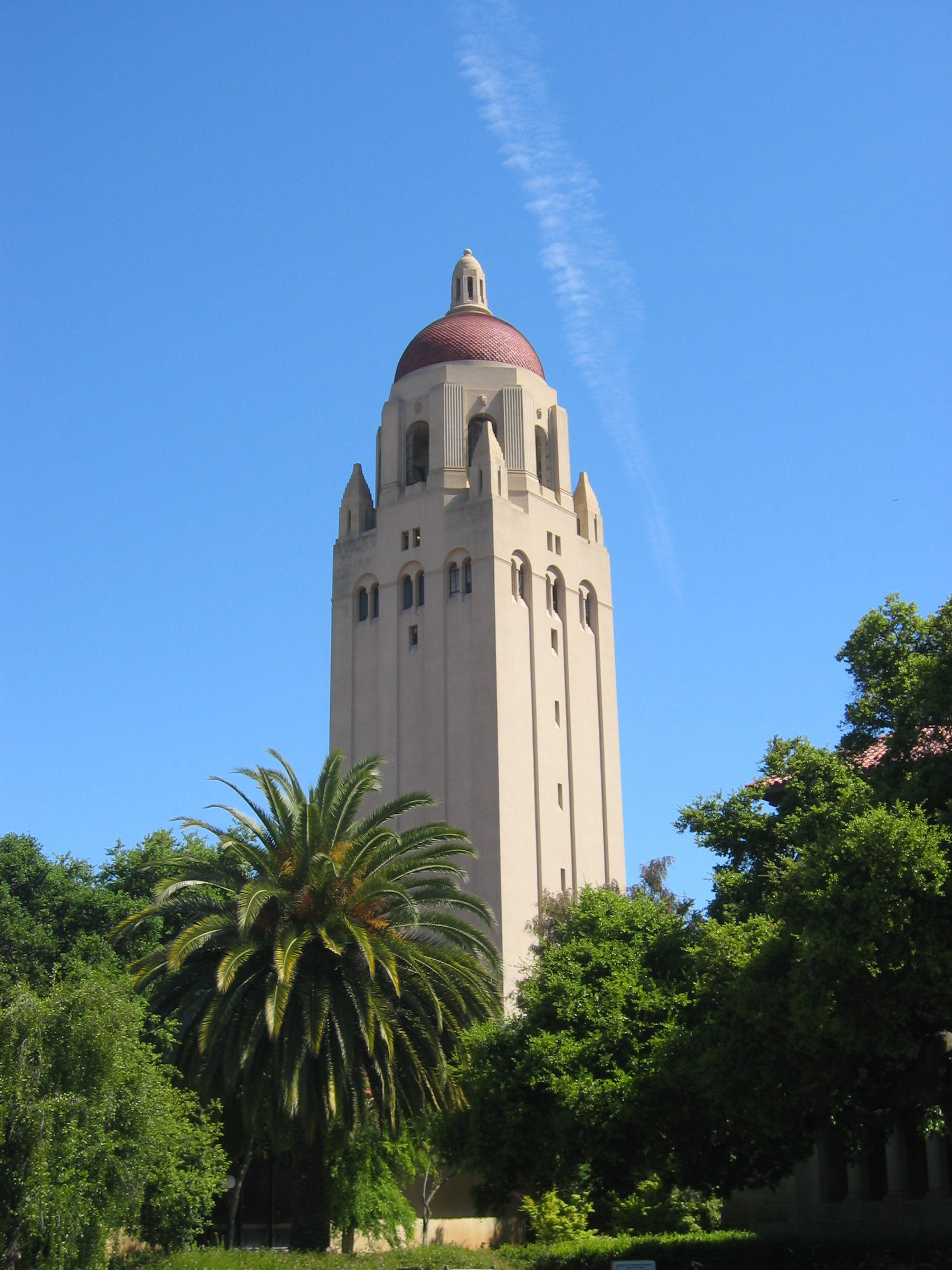
Hoover Tower, ett 87 m högt torn, är en del av Hoover Institution och förekommer även i institutionens logotyp.

Hoover Institution (fullständigt namn: The Hoover Institution on War, Revolution and Peace) är en amerikansk tankesmedja och bibliotek med inriktning mot offentlig policy. Institutionen är beläget på Stanforduniversitetets campus och grundades år 1919 av den då blivande amerikanska presidenten Herbert Hoover.
Institutionen innehar ett omfattande arkiv med material med anknytning till Herbert Hoover, första världskriget och andra världskriget.
Enligt institutionen är dess syfte att främja bl.a. ett representativt styrelseskick, privat näringsliv, fred, personlig frihet och att verka för att skydda det amerikanska systemet. Ett antal framträdande konservativa profiler är verksamma vid Hoover Institution, bl.a. Victor Davis Hanson, Edwin Meese, Condoleezza Rice, George Shultz, Thomas Sowell och Shelby Steele.